# 迈克尔·本内特
迈克尔·本内特（英語：Michael Bennett，1949年6月8日—），英国男子自行车运动员。他曾代表英国参加1972年和1976年夏季奥林匹克运动会自行车比赛，获得二枚铜牌，均来自男子团体追逐赛项目。